# Argyre Cavi
Gli Argyre Cavi sono una formazione geologica della superficie di Marte.